# Kantlyng-slægten
Kantlyng-slægten (Cassiope) har ca. 10 arter. Slægtens videnskabelige navn, Cassiope, er opkaldt efter Cassiopeia fra den græske mytologi. Slægten er cirkumpolar, men har arter i det vestlige Nordamerika, Rusland, Japan, Kina og Himalaya. Det er stedsegrønne dværgbuske med en nedliggende eller opstigende vækst. Bladene er oftest anbragt i 4 rækker op langs skuddet. De er uden stilk, tiltrykte og tætsiddende med hel rand. Blosmterne sidder enligt i bladhjørnerne, og de er 5-tallige, klokkeformede og hængende med hvide eller lyserøde kronblade. Frugterne er kapsler med mange frø.
Her beskrives kun den ene art, som dyrkes i Danmark. 
| Beskrevne arter |

- Almindelig Kantlyng (Cassiope tetragona)

| Andre arter |

- Cassiope fastigiata
- Cassiope hypnoides se: Harrimanella hypnoides
- Cassiope lycopodioides
- Cassiope mertensiana
- Cassiope selaginoides
- Cassiope tetragona[1]

## Note
1. ↑  "GRIN: Species Records of Cassiope". Arkiveret fra originalen 13. oktober 2008. Hentet 2. februar 2009.